# Wohn- und Wirtschaftsgebäude Dorfstraße 17
Das Wohn- und Wirtschaftsgebäude Dorfstraße 17 in der niedersächsischen Gemeinde Armstorf-Dornsode, Samtgemeinde Börde Lamstedt, im Landkreis Cuxhaven, stammt aus dem ersten Drittel des 19. Jahrhunderts.
Aktuell (2024) wird es als Wohn- und Wirtschaftsgebäude genutzt.
Das Gebäude steht unter Denkmalschutz (siehe auch Liste der Baudenkmale in Armstorf).

## Geschichte und Beschreibung
Ismerstorpe wurde 1112 zum ersten Mal erwähnt und soll das heutige, landwirtschaftlich geprägte Armstorf sein.
Das eingeschossige giebelständige Gebäude als Zweiständer-Hallenhaus in relativ gleichmäßigem Gitterfachwerk mit verputzten Steinausfachungen und mit reetgedecktem Satteldach als Krüppelwalm am Wohngiebel, wurde um 1830 gebaut. Der Wirtschaftsgiebel mit der korbbogigen Grooten Door und dem Uhlenloch wurden im oberen Dreieck regionaltypisch senkrecht verbrettert.
Das Landesdenkmalamt befand u. a.: „… orts-, bau- und kunstgeschichtlichen, gebäudetypischen und ortsbildprägenden Zeugniswert ….“